# Samuel Ward
Ej att förväxlas med den amerikanska politikern och guvernören Samuel Ward King.
Samuel Ward, född 19 januari 1995 i Nyköping, är en svensk före detta professionell ishockeymålvakt.
Under JVM i Kanada 2015 var han uttagen till Sveriges juniorlandslag.

## Karriär
Under säsongerna 2013/14-2015/16 hade Ward kontrakt med Luleå HF, men under säsongerna 2013/14-2015/16 var han utlånad till Asplöven HC.
Han spelade först en match för Luleå HF:s A-lag den 24 november 2015, då laget mötte Frölunda HC i Scandinavium och Ward fick hoppa in som förstemålvakt. Två dagar senare, 26 november 2015 var han förstemålvakt i en match mot Djurgårdens IF.

## Klubbar
- 2009-11 - Nyköpings HK J18
- 2011-12 - Luleå HF J18
- 2012-15 - Luleå HF J20
- 2015 - Luleå HF (A-lag)
- 2013-16 - Asplöven HC (Lån)
- 2016-2019 - Sparta Sarpsborg
- 2019-2020 - Västerviks IK